# 2017年のNFLドラフト
2017年のNFLドラフトは82回目のNFLドラフト。2017年4月27日から4月29日までの3日間ペンシルベニア州フィラデルフィアで開催された。NFL32チームから合計253名の選手が指名された。2016年のレギュラーシーズンの成績及びプレーオフの成績に基づき、完全ウェーバー制でクリーブランド・ブラウンズが最初の指名権を得て、テキサスA&M大学のマイルズ・ギャレットを全体1位で指名した。
フィラデルフィアでドラフトが開催されるのは1961年以来のことであった。なお第1回ドラフトである1936年のNFLドラフトが開催されたのもフィラデルフィアである。
会場はフィラデルフィア美術館前広場に設置された屋外会場であり、これまでのNFLドラフト史上最多となる25万人以上の観衆が訪れた。
この年のドラフト指名権はシカゴ・ベアーズがトレードアップで全体2位を獲得しミッチェル・トゥルビスキーを指名、カンザスシティ・チーフスがトレードアップで全体10位を獲得しパトリック・マホームズを指名するなど37個がトレードされ、2008年の34個を更新する歴代最多となった。なお2019年には40個のドラフト指名権がトレードされた。

## 指名選手
指名された253人のポジションごとの人数は次のとおりである。
- 34 コーナーバック
- 32 ワイドレシーバー
- 29 ラインバッカー
- 26 ランニングバック
- 26 ディフェンシブエンド
- 23 セイフティ
- 20 ディフェンシブタックル
- 16 オフェンシブタックル
- 14 タイトエンド
- 11 オフェンシブガード
- 10 クォーターバック
- 6 センター
- 3 プレースキッカー
- 3 フルバック
- 1 ロングスナッパー

指名順位の数字の後の*は、FAで失った選手に対して自動的に計算し与えられる32の補償ドラフトを示す。

### 1巡指名選手
| 指名順位 | チーム                       | 選手名                     | ポジション | 出身大学               |
| 1        | クリーブランド・ブラウンズ   | マイルズ・ギャレット       | DE         | テキサスA&M大学        |
| 2        | シカゴ・ベアーズ             | ミッチェル・トゥルビスキー | QB         | ノースカロライナ大学   |
| 3        | サンフランシスコ・49ers      | ソロモン・トーマス         | DE         | スタンフォード大学     |
| 4        | ジャクソンビル・ジャガーズ   | レナード・フォーネット     | RB         | LSU                    |
| 5        | テネシー・タイタンズ         | コーリー・デービス         | WR         | ウェスタンミシガン大学 |
| 6        | ニューヨーク・ジェッツ       | ジャマール・アダムズ       | S          | LSU                    |
| 7        | ロサンゼルス・チャージャーズ | マイク・ウィリアムズ       | WR         | クレムソン大学         |
| 8        | カロライナ・パンサーズ       | クリスチャン・マキャフリー | RB         | スタンフォード大学     |
| 9        | シンシナティ・ベンガルズ     | ジョン・ロス               | WR         | ワシントン大学         |
| 10       | カンザスシティ・チーフス     | パトリック・マホームズ     | QB         | テキサス工科大学       |
| 11       | ニューオーリンズ・セインツ   | マーション・ラティモア     | CB         | オハイオ州立大学       |
| 12       | ヒューストン・テキサンズ     | デショーン・ワトソン       | QB         | クレムソン大学         |
| 13       | アリゾナ・カージナルス       | ハサン・レディック         | OLB        | テンプル大学           |
| 14       | フィラデルフィア・イーグルス | デレク・バーネット         | DE         | テネシー大学           |
| 15       | インディアナポリス・コルツ   | マリーク・フッカー         | S          | オハイオ州立大学       |
| 16       | ボルチモア・レイブンズ       | マーロン・ハンフリー       | CB         | アラバマ大学           |
| 17       | ワシントン・レッドスキンズ   | ジョナサン・アレン         | DE         | アラバマ大学           |
| 18       | テネシー・タイタンズ         | アドリー・ジャクソン       | CB         | USC                    |
| 19       | タンパベイ・バッカニアーズ   | O・J・ハワード             | TE         | アラバマ大学           |
| 20       | デンバー・ブロンコス         | ギャレット・ボールズ       | OT         | ユタ大学               |
| 21       | デトロイト・ライオンズ       | ジャラド・デービス         | LB         | フロリダ大学           |
| 22       | マイアミ・ドルフィンズ       | チャールズ・ハリス         | DE         | ミズーリ大学           |
| 23       | ニューヨーク・ジャイアンツ   | エバン・イングラム         | TE         | ミシシッピ大学         |
| 24       | オークランド・レイダース     | ギャレオン・コンリー       | CB         | オハイオ州立大学       |
| 25       | クリーブランド・ブラウンズ   | ジャブリル・ペッパーズ     | S          | ミシガン大学           |
| 26       | アトランタ・ファルコンズ     | タカリスト・マッキンリー   | DE         | UCLA                   |
| 27       | バッファロー・ビルズ         | トレデイビアス・ホワイト   | CB         | LSU                    |
| 28       | ダラス・カウボーイズ         | タコ・チャールトン         | DE         | ミシガン大学           |
| 29       | クリーブランド・ブラウンズ   | デビッド・ナジョーク       | TE         | マイアミ大学           |
| 30       | ピッツバーグ・スティーラーズ | T・J・ワット               | LB         | ウィスコンシン大学     |
| 31       | サンフランシスコ・49ers      | ルーベン・フォスター       | LB         | アラバマ大学           |
| 32       | ニューオーリンズ・セインツ   | ライアン・ラムチェック     | OT         | ウィスコンシン大学     |

### 2巡指名選手
| 指名順位 | チーム                       | 選手名                       | ポジション | 出身大学                 |
| 33       | グリーンベイ・パッカーズ     | ケビン・キング               | CB         | ワシントン大学           |
| 34       | ジャクソンビル・ジャガーズ   | キャム・ロビンソン           | OT         | アラバマ大学             |
| 35       | シアトル・シーホークス       | マリク・マクドウェル         | DT         | ミシガン州立大学         |
| 36       | アリゾナ・カージナルス       | ブッダ・ベイカー             | S          | ワシントン大学           |
| 37       | バッファロー・ビルズ         | ゼイ・ジョーンズ             | WR         | 東カロライナ大学         |
| 38       | ロサンゼルス・チャージャーズ | フォレスト・ランプ           | OG         | 西ケンタッキー大学       |
| 39       | ニューヨーク・ジェッツ       | マーカス・メイ               | S          | フロリダ大学             |
| 40       | カロライナ・パンサーズ       | カーティス・サミュエル       | WR         | オハイオ州立大学         |
| 41       | ミネソタ・バイキングス       | ダルビン・クック             | RB         | フロリダ州立大学         |
| 42       | ニューオーリンズ・セインツ   | マーカス・ウィリアムズ       | S          | ユタ大学                 |
| 43       | フィラデルフィア・イーグルス | シドニー・ジョーンズ         | CB         | ワシントン大学           |
| 44       | ロサンゼルス・ラムズ         | ジェラルド・エベレット       | TE         | 南アラバマ大学           |
| 45       | シカゴ・ベアーズ             | アダム・シャヒーン           | TE         | アッシュランド大学       |
| 46       | インディアナポリス・コルツ   | クインシー・ウィルソン       | CB         | フロリダ大学             |
| 47       | ボルチモア・レイブンズ       | タイアス・ボウザー           | LB         | ヒューストン大学         |
| 48       | シンシナティ・ベンガルズ     | ジョー・ミクソン             | RB         | オクラホマ大学           |
| 49       | ワシントン・レッドスキンズ   | ライアン・アンダーソン       | LB         | アラバマ大学             |
| 50       | タンパベイ・バッカニアーズ   | ジャスティン・エバンズ       | S          | テキサスA&M大学          |
| 51       | デンバー・ブロンコス         | デマーカス・ウォーカー       | DE         | フロリダ州立大学         |
| 52       | クリーブランド・ブラウンズ   | デショーン・カイザー         | QB         | ノートルダム大学         |
| 53       | デトロイト・ライオンズ       | ティーズ・テイバー           | CB         | フロリダ大学             |
| 54       | マイアミ・ドルフィンズ       | レイクウォン・マクミラン     | LB         | オハイオ州立大学         |
| 55       | ニューヨーク・ジャイアンツ   | ダルビン・トムリンソン       | DT         | アラバマ大学             |
| 56       | オークランド・レイダース     | オビ・メルフォンウー         | S          | コネチカット大学         |
| 57       | ヒューストン・テキサンズ     | ザック・カニンガム           | LB         | ヴァンダービルト大学     |
| 58       | シアトル・シーホークス       | イーサン・ポシッチ           | C          | LSU                      |
| 59       | カンザスシティ・チーフス     | ターノウ・パサンヨー         | DE         | ビラノバ大学             |
| 60       | ダラス・カウボーイズ         | チドビ・アウージー           | CB         | コロラド大学             |
| 61       | グリーンベイ・パッカーズ     | ジョシュ・ジョーンズ         | S          | ノースカロライナ州立大学 |
| 62       | ピッツバーグ・スティーラーズ | ジュジュ・スミス＝シュスター | WR         | USC                      |
| 63       | バッファロー・ビルズ         | ディオン・ドーキンス         | OG         | テンプル大学             |
| 64       | カロライナ・パンサーズ       | テイラー・モートン           | OG         | 西ミシガン大学           |

### 3巡指名選手
| 指名順位 | チーム                             | 選手名                     | ポジション | 出身大学                     |
| 65       | クリーブランド・ブラウンズ         | ラリー・オグンジョビ       | DT         | シャーロット大学             |
| 66       | サンフランシスコ・49ers            | アーケロ・ウィザースプーン | CB         | コロラド大学                 |
| 67       | ニューオーリンズ・セインツ         | アルビン・カマラ           | RB         | テネシー大学                 |
| 68       | ジャクソンビル・ジャガーズ         | ダドウェイン・スムート     | DE         | イリノイ大学                 |
| 69       | ロサンゼルス・ラムズ               | クーパー・カップ           | WR         | 東ミシガン大学               |
| 70       | ミネソタ・バイキングス             | パット・エフレイン         | C          | オハイオ州立大学             |
| 71       | ロサンゼルス・チャージャーズ       | ダン・フィーニー           | OG         | インディアナ大学             |
| 72       | テネシー・タイタンズ               | テイワン・テイラー         | WR         | 西ケンタッキー大学           |
| 73       | シンシナティ・ベンガルズ           | ジョーダン・ウィリス       | DE         | カンザス州立大学             |
| 74       | ボルチモア・レイブンズ             | クリス・ワームリー         | DE         | ミシガン大学                 |
| 75       | アトランタ・ファルコンズ           | デューク・ライリー         | LB         | LSU                          |
| 76       | ニューオーリンズ・セインツ         | アレックス・アンザロン     | LB         | フロリダ大学                 |
| 77       | カロライナ・パンサーズ             | デーション・ホール         | DE         | テキサスA&M大学              |
| 78       | ボルチモア・レイブンズ             | ティム・ウィリアムズ       | LB         | アラバマ大学                 |
| 79       | ニューヨーク・ジェッツ             | アーダリアス・スチュワート | WR         | アラバマ大学                 |
| 80       | インディアナポリス・コルツ         | タレル・ベイシャム         | DE         | オハイオ大学                 |
| 81       | ワシントン・レッドスキンズ         | ファビアン・モロー         | CB         | UCLA                         |
| 82       | デンバー・ブロンコス               | カルロス・ヘンダーソン     | WR         | ルイジアナ工科大学           |
| 83       | ニューイングランド・ペイトリオッツ | デレック・リバース         | DE         | ヤングスタウン州立大学       |
| 84       | タンパベイ・バッカニアーズ         | クリス・ゴドウィン         | WR         | ペンシルベニア州立大学       |
| 85       | ニューイングランド・ペイトリオッツ | アントニオ・ガルシア       | OT         | トロイ大学                   |
| 86       | カンザスシティ・チーフス           | カリーム・ハント           | RB         | トレド大学                   |
| 87       | ニューヨーク・ジャイアンツ         | デービス・ウェブ           | QB         | カリフォルニア大学           |
| 88       | オークランド・レイダース           | エディ・バンダードーズ     | DT         | UCLA                         |
| 89       | ヒューストン・テキサンズ           | ドンタ・フォアマン         | RB         | テキサス大学                 |
| 90       | シアトル・シーホークス             | シャキール・グリフィン     | CB         | セントラルフロリダ大学       |
| 91       | ロサンゼルス・ラムズ               | ジョン・ジョンソン         | S          | ボストンカレッジ             |
| 92       | ダラス・カウボーイズ               | ジョーダン・ルイス         | CB         | ミシガン大学                 |
| 93       | グリーンベイ・パッカーズ           | モンタビアス・アダムズ     | DT         | オーバーン大学               |
| 94       | ピッツバーグ・スティーラーズ       | キャメロン・サットン       | CB         | テネシー大学                 |
| 95       | シアトル・シーホークス             | ラノ・ヒル                 | S          | ミシガン大学                 |
| 96       | デトロイト・ライオンズ             | ケニー・ゴラデイ           | WR         | 北イリノイ大学               |
| 97*      | マイアミ・ドルフィンズ             | コードリー・タンカースリー | CB         | クレムソン大学               |
| 98*      | アリゾナ・カージナルス             | チャド・ウィリアムズ       | WR         | グランブリング州立大学       |
| 99*      | フィラデルフィア・イーグルス       | ラサル・ダグラス           | CB         | ウェストバージニア大学       |
| 100*     | テネシー・タイタンズ               | ジョンヌ・スミス           | TE         | フロリダ国際大学             |
| 101*     | デンバー・ブロンコス               | ブレンダン・ラングリー     | CB         | ラマー大学                   |
| 102*     | シアトル・シーホークス             | ナザイア・ジョーンズ       | DT         | ノースカロライナ大学         |
| 103*     | ニューオーリンズ・セインツ         | トレイ・ヘンドリクソン     | LB         | フロリダアトランティック大学 |
| 104*     | サンフランシスコ・49ers            | C・J・ベサード             | QB         | アイオワ大学                 |
| 105*     | ピッツバーグ・スティーラーズ       | ジェームズ・コナー         | RB         | ピッツバーグ大学             |
| 106*     | シアトル・シーホークス             | アマラ・ダーボー           | WR         | ミシガン大学                 |
| 107*     | タンパベイ・バッカニアーズ         | ケンデル・ベックウィズ     | LB         | LSU                          |

### 4巡指名選手
| 指名順位 | チーム                             | 選手名                                                                 | ポジション                                                             | 出身大学                                                               |
| 108      | グリーンベイ・パッカーズ           | ヴィンス・ビーゲル                                                     | LB                                                                     | ウィスコンシン大学                                                     |
| 109      | ミネソタ・バイキングス             | ジャリール・ジョンソン                                                 | DT                                                                     | アイオワ大学                                                           |
| 110      | ジャクソンビル・ジャガーズ         | デデ・ウェストブルック                                                 | WR                                                                     | オクラホマ大学                                                         |
| 111      | シアトル・シーホークス             | テドリック・トンプソン                                                 | S                                                                      | コロラド大学                                                           |
| 112      | シカゴ・ベアーズ                   | エディー・ジャクソン                                                   | S                                                                      | アラバマ大学                                                           |
| 113      | ロサンゼルス・チャージャーズ       | レイショーン・ジェンキンス                                             | S                                                                      | マイアミ大学                                                           |
| 114      | ワシントン・レッドスキンズ         | サマージェイ・ペリーン                                                 | RB                                                                     | オクラホマ大学                                                         |
| 115      | アリゾナ・カージナルス             | ドリアン・ジョンソン                                                   | OG                                                                     | ピッツバーグ大学                                                       |
| 116      | シンシナティ・ベンガルズ           | カール・ローソン                                                       | DE                                                                     | オーバーン大学                                                         |
| 117      | ロサンゼルス・ラムズ               | ジョシュ・レイノルズ                                                   | WR                                                                     | テキサスA&M大学                                                        |
|          | ニューイングランド・ペイトリオッツ | デフレートゲート事件により指名権剥奪                                   | デフレートゲート事件により指名権剥奪                                   | デフレートゲート事件により指名権剥奪                                   |
| 118      | ロサンゼルス・ラムズ               | マック・ホリンズ                                                       | WR                                                                     | ノースカロライナ大学                                                   |
| 119      | シカゴ・ベアーズ                   | タリク・コーエン                                                       | RB                                                                     | ノースカロライナA&T大学                                                |
| 120      | インディアナポリス・コルツ         | ベン・ゲデオン                                                         | LB                                                                     | ミシガン大学                                                           |
| 121      | ボルチモア・レイブンズ             | ジョー・ウィリアムズ                                                   | RB                                                                     | ユタ大学                                                               |
| 122      | ボルチモア・レイブンズ             | ニコ・シラグサ                                                         | OG                                                                     | サンディエゴ州立大学                                                   |
| 123      | ワシントン・レッドスキンズ         | モンティ・ニコルソン                                                   | S                                                                      | ミシガン州立大学                                                       |
| 124      | デトロイト・ライオンズ             | ジェイレン・リーブス＝メイビン                                         | LB                                                                     | テネシー大学                                                           |
| 125      | ロサンゼルス・ラムズ               | サムソン・エブカム                                                     | LB                                                                     | 東ワシントン大学                                                       |
| 126      | クリーブランド・ブラウンズ         | ハワード・ウィルソン                                                   | CB                                                                     | ヒューストン大学                                                       |
| 127      | デトロイト・ライオンズ             | マイケル・ロバーツ                                                     | TE                                                                     | トレド大学                                                             |
| 128      | シンシナティ・ベンガルズ           | ジョシュ・マローン                                                     | WR                                                                     | テネシー大学                                                           |
|          | ニューヨーク・ジャイアンツ         | 2016年レギュラーシーズン第14週の不祥事で氏名順位が12位ダウンとなった。 | 2016年レギュラーシーズン第14週の不祥事で氏名順位が12位ダウンとなった。 | 2016年レギュラーシーズン第14週の不祥事で氏名順位が12位ダウンとなった。 |
| 129      | オークランド・レイダース           | デビッド・シャープ                                                     | OT                                                                     | フロリダ大学                                                           |
| 130      | ヒューストン・テキサンズ           | ジュリアン・ダベンポート                                               | OT                                                                     | バックネル大学                                                         |
| 131      | ニューイングランド・ペイトリオッツ | ディートリッチ・ワイズ・ジュニア                                       | DE                                                                     | アーカンソー大学                                                       |
| 132      | フィラデルフィア・イーグルス       | ドネル・パンプリー                                                     | RB                                                                     | サンディエゴ州立大学                                                   |
| 133      | ダラス・カウボーイズ               | ライアン・スウィッツァー                                               | WR                                                                     | ノースカロライナ大学                                                   |
| 134      | グリーンベイ・パッカーズ           | ジャマール・ウィリアムズ                                               | RB                                                                     | ブリガムヤング大学                                                     |
| 135      | ピッツバーグ・スティーラーズ       | ジョシュア・ドブス                                                     | QB                                                                     | テネシー大学                                                           |
| 136      | アトランタ・ファルコンズ           | ショーン・ハーロー                                                     | C                                                                      | オレゴン州立大学                                                       |
| 137      | インディアナポリス・コルツ         | ザック・バナー                                                         | OG                                                                     | USC                                                                    |
| 138*     | シンシナティ・ベンガルズ           | ライアン・グラスゴー                                                   | DT                                                                     | ミシガン大学                                                           |
| 139*     | カンザスシティ・チーフス           | ジェフ・チェッソン                                                     | WR                                                                     | ミシガン大学                                                           |
| 140*     | ニューヨーク・ジャイアンツ         | ウェイン・ガルマン                                                     | RB                                                                     | クレムソン大学                                                         |
| 141*     | ニューヨーク・ジェッツ             | チャド・ハンセン                                                       | WR                                                                     | カリフォルニア大学                                                     |
| 142*     | ヒューストン・テキサンズ           | カルロス・ワトキンス                                                   | DT                                                                     | クレムソン大学                                                         |
| 143*     | インディアナポリス・コルツ         | マーロン・マック                                                       | RB                                                                     | サウスフロリダ大学                                                     |
| 144*     | インディアナポリス・コルツ         | グローバー・スチュワート                                               | DT                                                                     | アルバニー州立大学                                                     |

### 5巡指名選手
| 指名順位 | チーム                       | 選手名                                   | ポジション                               | 出身大学                                 |
| 145      | デンバー・ブロンコス         | ジェイク・バット                         | TE                                       | ミシガン大学                             |
| 146      | サンフランシスコ・49ers      | ジョージ・キトル                         | TE                                       | アイオワ大学                             |
| 147      | シカゴ・ベアーズ             | ジョーダン・モーガン                     | OG                                       | クッツタウン大学                         |
| 148      | ジャクソンビル・ジャガーズ   | ブレア・ブラウン                         | LB                                       | オハイオ大学                             |
| 149      | アトランタ・ファルコンズ     | ダモンティー・カジー                     | CB                                       | サンディエゴ州立大学                     |
| 150      | ニューヨーク・ジェッツ       | ジョーダン・レゲット                     | TE                                       | クレムソン大学                           |
| 151      | ロサンゼルス・チャージャーズ | デズモンド・キング                       | CB                                       | アイオワ大学                             |
| 152      | カロライナ・パンサーズ       | コーン・エルダー                         | CB                                       | マイアミ大学                             |
| 153      | シンシナティ・ベンガルズ     | ジェイク・エリオット                     | K                                        | メンフィス大学                           |
| 154      | ワシントン・レッドスキンズ   | ジェレミー・スピンクル                   | TE                                       | アーカンソー大学                         |
| 155      | テネシー・タイタンズ         | ジェイオン・ブラウン                     | LB                                       | UCLA                                     |
| 156      | アトランタ・ファルコンズ     | ブライアン・ヒル                         | RB                                       | ワイオミング大学                         |
| 157      | アリゾナ・カージナルス       | ウィル・ホールデン                       | OT                                       | ヴァンダービルト大学                     |
| 158      | インディアナポリス・コルツ   | ネイト・ヘアストン                       | CB                                       | テンプル大学                             |
| 159      | ボルチモア・レイブンズ       | ジャーメイン・エルーマノア               | OT                                       | テキサスA&M大学                          |
| 160      | クリーブランド・ブラウンズ   | ロデリック・ジョンソン                   | OT                                       | フロリダ州立大学                         |
| 161      | インディアナポリス・コルツ   | アンソニー・ウォーカー・ジュニア         | LB                                       | ノースウェスタン大学                     |
| 162      | タンパベイ・バッカニアーズ   | ジェレミー・マクニコルズ                 | RB                                       | ボイシ州立大学                           |
| 163      | バッファロー・ビルズ         | マット・ミラノ                           | LB                                       | ボストンカレッジ                         |
| 164      | マイアミ・ドルフィンズ       | アイザック・アシアタ                     | OG                                       | ユタ大学                                 |
| 165      | デトロイト・ライオンズ       | ジャマール・アグニュー                   | CB                                       | サンディエゴ大学                         |
| 166      | フィラデルフィア・イーグルス | シェルトン・ギブソン                     | WR                                       | ウェストバージニア大学                   |
| 167      | ニューヨーク・ジャイアンツ   | エイベリー・モス                         | DE                                       | ヤングスタウン州立大学                   |
| 168      | オークランド・レイダース     | マーキール・リー                         | LB                                       | ウェイクフォレスト大学                   |
| 169      | ヒューストン・テキサンズ     | トレストン・デイクー                     | CB                                       | オレゴン州立大学                         |
|          | シアトル・シーホークス       | オフシーズンのルール違反により指名権剥奪 | オフシーズンのルール違反により指名権剥奪 | オフシーズンのルール違反により指名権剥奪 |
| 170      | ミネソタ・バイキングス       | ロドニー・アダムズ                       | WR                                       | サウスフロリダ大学                       |
| 171      | バッファロー・ビルズ         | ネイサン・ピーターマン                   | QB                                       | ピッツバーグ大学                         |
| 172      | デンバー・ブロンコス         | アイザイア・マッケンジー                 | WR                                       | ジョージア大学                           |
| 173      | ピッツバーグ・スティーラーズ | ブライアン・アレン                       | CB                                       | ユタ大学                                 |
| 174      | アトランタ・ファルコンズ     | エリック・ソウベルト                     | TE                                       | ドレイク大学                             |
| 175      | グリーンベイ・パッカーズ     | ディアンジェロ・ヤンシー                 | WR                                       | パデュー大学                             |
| 176*     | シンシナティ・ベンガルズ     | J・J・ディールマン                       | C                                        | ユタ大学                                 |
| 177*     | サンフランシスコ・49ers      | トレント・テイラー                       | WR                                       | ルイジアナ工科大学                       |
| 178*     | マイアミ・ドルフィンズ       | ダボン・ゴジョー                         | DT                                       | LSU                                      |
| 179*     | アリゾナ・カージナルス       | T・J・ローガン                           | RB                                       | ノースカロライナ大学                     |
| 180*     | ミネソタ・バイキングス       | ダニー・イシドラ                         | OG                                       | マイアミ大学                             |
| 181*     | ニューヨーク・ジェッツ       | ダイラン・ドナヒュー                     | DE                                       | ウェストジョージア大学                   |
| 182*     | グリーンベイ・パッカーズ     | アーロン・ジョーンズ                     | RB                                       | テキサス大学エルパソ校                   |
| 183*     | カンザスシティ・チーフス     | ウケメ・エリグウェ                       | LB                                       | ジョージアサザン大学                     |
| 184*     | フィラデルフィア・イーグルス | ネイサン・ジェリー                       | S                                        | ネブラスカ大学                           |

### 6巡指名選手
| 指名順位 | チーム                             | 選手名                                               | ポジション                                           | 出身大学                                             |
| 185      | クリーブランド・ブラウンズ         | ケイレブ・ブラントリー                               | DT                                                   | フロリダ大学                                         |
| 186      | ボルチモア・レイブンズ             | チャック・クラーク                                   | S                                                    | バージニア工科大学                                   |
| 187      | シアトル・シーホークス             | マイク・タイソン                                     | S                                                    | シンシナティ大学                                     |
| 188      | ニューヨーク・ジェッツ             | イライジャ・マグアイア                               | RB                                                   | ルイジアナ大学ラファイエット校                       |
| 189      | ロサンゼルス・ラムズ               | タンゼル・スマート                                   | DT                                                   | テュレーン大学                                       |
| 190      | ロサンゼルス・チャージャーズ       | サム・テビ                                           | OT                                                   | ユタ大学                                             |
| 191      | ダラス・カウボーイズ               | ゼイビア・ウッズ                                     | S                                                    | ルイジアナ工科大学                                   |
| 192      | カロライナ・パンサーズ             | アレクサンダー・アーマー                             | FB                                                   | ウェストジョージア大学                               |
| 193      | シンシナティ・ベンガルズ           | ジョーダン・エバンズ                                 | LB                                                   | オクラホマ大学                                       |
| 194      | マイアミ・ドルフィンズ             | ビンセント・テイラー                                 | DT                                                   | オクラホマ州立大学                                   |
| 195      | バッファロー・ビルズ               | タナー・バレジョ                                     | LB                                                   | ボイシ州立大学                                       |
| 196      | ニューオーリンズ・セインツ         | アル＝クアンディン・ムハマド                         | DE                                                   | マイアミ大学                                         |
| 197      | ニューヨーク・ジェッツ             | ジェレミー・クラーク                                 | TE                                                   | ミシガン大学                                         |
| 198      | サンフランシスコ・49ers            | D・J・ジョーンズ                                     | DT                                                   | ミシシッピ大学                                       |
| 199      | ワシントン・レッドスキンズ         | チェイス・ロリアー                                   | C                                                    | ワイオミング大学                                     |
| 200      | ニューヨーク・ジャイアンツ         | アダム・ビスノワティ                                 | OT                                                   | ピッツバーグ大学                                     |
| 201      | ミネソタ・バイキングス             | バッキー・ホッジス                                   | TE                                                   | バージニア工科大学                                   |
| 202      | サンフランシスコ・49ers            | ピア・タウモエペヌ                                   | DE                                                   | ユタ大学                                             |
| 203      | デンバー・ブロンコス               | ディアンジェロ・ヘンダーソン                         | RB                                                   | コースタルカロライナ大学                             |
| 204      | ニューヨーク・ジェッツ             | デリック・ジョーンズ                                 | CB                                                   | ミシシッピ大学                                       |
| 205      | デトロイト・ライオンズ             | ジェレマイア・レッドベター                           | DE                                                   | アーカンソー大学                                     |
| 206      | ロサンゼルス・ラムズ               | サム・ロジャース                                     | FB                                                   | バージニア工科大学                                   |
| 207      | シンシナティ・ベンガルズ           | ブランドン・ウィルソン                               | CB                                                   | ヒューストン大学                                     |
| 208      | アリゾナ・カージナルス             | ルディ・フォード                                     | S                                                    | オーバーン大学                                       |
| 209      | ワシントン・レッドスキンズ         | ロバート・デービス                                   | WR                                                   | ジョージア州立大学                                   |
| 210      | シアトル・シーホークス             | ジャスティン・シニア                                 | OT                                                   | ミシシッピ州立大学                                   |
|          | カンザスシティ・チーフス           | 2015年オフシーズンのタンパリング違反により指名権剥奪 | 2015年オフシーズンのタンパリング違反により指名権剥奪 | 2015年オフシーズンのタンパリング違反により指名権剥奪 |
| 211      | ニューイングランド・ペイトリオッツ | コナー・マクダーモット                               | OT                                                   | UCLA                                                 |
| 212      | グリーンベイ・パッカーズ           | コフィ・アミチア                                     | OT                                                   | サウスフロリダ大学                                   |
| 213      | ピッツバーグ・スティーラーズ       | コリン・ホルバ                                       | LS                                                   | ルイビル大学                                         |
| 214      | フィラデルフィア・イーグルス       | イライジャ・クウォールズ                             | DT                                                   | ワシントン大学                                       |
| 215      | デトロイト・ライオンズ             | ブラッド・カアヤ                                     | QB                                                   | マイアミ大学                                         |
| 216*     | ダラス・カウボーイズ               | マーキス・ホワイト                                   | CB                                                   | フロリダ州立大学                                     |
| 217*     | テネシー・タイタンズ               | コーリー・レビン                                     | OG                                                   | チャタヌーガ大学                                     |
| 218*     | カンザスシティ・チーフス           | レオン・マッケイ                                     | S                                                    | USC                                                  |

### 7巡指名選手
| 指名順位 | チーム                       | 選手名                         | ポジション | 出身大学                 |
| 219      | ミネソタ・バイキングス       | ステイシー・コーリー           | WR         | マイアミ大学             |
| 220      | ミネソタ・バイキングス       | イフェアディ・オデニボ         | DE         | ノースウェスタン大学     |
| 221      | オークランド・レイダース     | シャロム・ルアニ               | S          | ワシントン州立大学       |
| 222      | ジャクソンビル・ジャガーズ   | ジェイレン・マイリック         | CB         | ミネソタ大学             |
| 223      | タンパベイ・バッカニアーズ   | スティービー・ツイコロバツ     | DT         | USC                      |
| 224      | クリーブランド・ブラウンズ   | ゼーン・ゴンザレス             | K          | アリゾナ州立大学         |
| 225      | ロサンゼルス・チャージャーズ | アイザック・ロチェル           | DE         | ノートルダム大学         |
| 226      | シアトル・シーホークス       | デビッド・ムーア               | WR         | イーストセントラル大学   |
| 227      | テネシー・タイタンズ         | ジョシュ・キャラウェイ         | LB         | TCU                      |
| 228      | ダラス・カウボーイズ         | ジョーイ・アイビー             | DT         | フロリダ大学             |
| 229      | サンフランシスコ・49ers      | エイドリアン・コルバート       | CB         | マイアミ大学             |
| 230      | ワシントン・レッドスキンズ   | ジョシュ・ハーベイ＝クレモンス | S          | ルイビル大学             |
| 231      | オークランド・レイダース     | ジェイラン・ウェア             | OT         | アラバマ州立大学         |
| 232      | ミネソタ・バイキングス       | イライジャ・リー               | LB         | カンザス州立大学         |
| 233      | カロライナ・パンサーズ       | ハリソン・バトカー             | K          | ジョージア工科大学       |
| 234      | ロサンゼルス・ラムズ         | イジュアン・プライス           | LB         | ピッツバーグ大学         |
| 235      | ワシントン・レッドスキンズ   | ジョシュア・ホルシー           | CB         | オーバーン大学           |
| 236      | テネシー・タイタンズ         | ブラッド・シートン             | OT         | ビラノバ大学             |
| 237      | マイアミ・ドルフィンズ       | アイザイア・フォード           | WR         | バージニア工科大学       |
| 238      | グリーンベイ・パッカーズ     | デバンテ・メイズ               | RB         | ユタ州立大学             |
| 239      | ダラス・カウボーイズ         | ノア・ブラウン                 | WR         | オハイオ州立大学         |
| 240      | ジャクソンビル・ジャガーズ   | マーキス・ウィリアムズ         | FB         | マイアミ大学             |
| 241      | テネシー・タイタンズ         | カルファニ・ムハマド           | RB         | カリフォルニア大学       |
| 242      | オークランド・レイダース     | イライジャ・フッド             | RB         | ノースカロライナ大学     |
| 243      | ヒューストン・テキサンズ     | カイル・フラー                 | C          | ベイラー大学             |
| 244      | オークランド・レイダース     | トレイボン・ヘスター           | DT         | トレド大学               |
| 245      | ミネソタ・バイキングス       | ジャック・トーチョ             | CB         | ノースカロライナ州立大学 |
| 246      | ダラス・カウボーイズ         | ジョーダン・キャレル           | DT         | コロラド大学             |
| 247      | グリーンベイ・パッカーズ     | マラチ・デュプリー             | WR         | LSU                      |
| 248      | ピッツバーグ・スティーラーズ | キオン・アダムズ               | DE         | ウェスタンミシガン大学   |
| 249      | シアトル・シーホークス       | クリス・カーソン               | RB         | オクラホマ州立大学       |
| 250      | デトロイト・ライオンズ       | パット・オコナー               | DE         | 東ミシガン大学           |
| 251*     | シンシナティ・ベンガルズ     | メイソン・シューレク           | TE         | バッファロー大学         |
| 252*     | クリーブランド・ブラウンズ   | マシュー・デイズ               | RB         | ノースカロライナ州立大学 |
| 253*     | デンバー・ブロンコス         | チャド・ケリー                 | CB         | ミシシッピ大学           |

### ドラフト外入団の主な選手
| チーム                             | 選手名                         | ポジション | 出身大学                           |
| アリゾナ・カージナルス             | リッキー・シールズ＝ジョーンズ | TE         | テキサスA&M大学                    |
| アトランタ・ファルコンズ           | ダニエル・ブランスキル         | OG         | サンディエゴ州立大学               |
| ボルチモア・レイブンズ             | ティム・パトリック             | WR         | ユタ大学                           |
| ボルチモア・レイブンズ             | パトリック・リカール           | FB         | メイン大学                         |
| シカゴ・ベアーズ                   | ラシャード・カワード           | OT         | オールドドミニオン大学             |
| シカゴ・ベアーズ                   | アイザイア・アービング         | LB         | サンノゼ州立大学                   |
| シンシナティ・ベンガルズ           | シーザン・カーター             | TE         | ネブラスカ大学                     |
| ダラス・カウボーイズ               | スコット・デイリー             | LS         | ノートルダム大学                   |
| ダラス・カウボーイズ               | ブレイク・ジャーウィン         | TE         | オクラホマ州立大学                 |
| ダラス・カウボーイズ               | クーパー・ラッシュ             | QB         | 中央ミシガン大学                   |
| デンバー・ブロンコス               | イライジャ・ウィルキンソン     | OT         | マサチューセッツ大学               |
| デトロイト・ライオンズ             | ストーム・ノートン             | OT         | トレド大学                         |
| デトロイト・ライオンズ             | ロバート・タンユン             | TE         | インディアナ州立大学               |
| クリーブランド・ブラウンズ         | ドントレル・ヒリャード         | RB         | チューレーン大学                   |
| グリーンベイ・パッカーズ           | テイサム・ヒル                 | QB         | ブリガムヤング大学                 |
| ヒューストン・テキサンズ           | ダイラン・コール               | LB         | ミズーリ州立大学                   |
| ヒューストン・テキサンズ           | ジャスティン・ハーディー       | CB         | イリノイ大学                       |
| ヒューストン・テキサンズ           | ダレ・オグンボワレ             | RB         | ウィスコンシン大学                 |
| インディアナポリス・コルツ         | モー・アリー＝コックス         | TE         | バージニアコモンウェルス大学       |
| インディアナポリス・コルツ         | トーマス・ヘネシー             | LS         | デューク大学                       |
| インディアナポリス・コルツ         | ジョージョー・ナトソン         | WR         | アクロン大学                       |
| インディアナポリス・コルツ         | リゴバート・サンチェス         | P          | ハワイ大学                         |
| インディアナポリス・コルツ         | P・J・ウォーカー               | QB         | テンプル大学                       |
| インディアナポリス・コルツ         | アンドリュー・ワイリー         | OT         | 東ミシガン大学                     |
| ジャクソンビル・ジャガーズ         | キーラン・コール               | WR         | ケンタッキー・ウェズリアンカレッジ |
| ロサンゼルス・チャージャーズ       | マイケル・デービス             | CB         | ブリガムヤング大学                 |
| ロサンゼルス・チャージャーズ       | オースティン・エケラー         | RB         | ウェスタン州立大学                 |
| ロサンゼルス・チャージャーズ       | ク・ヨンフェ                   | K          | ジョージアサザン大学               |
| ロサンゼルス・ラムズ               | マイケル・ダン                 | OG         | メリーランド大学                   |
| マイアミ・ドルフィンズ             | マット・ハアク                 | P          | アリゾナ州立大学                   |
| ミネソタ・バイキングス             | テイショーン・バウアー         | DE         | LSU                                |
| ミネソタ・バイキングス             | エリック・ウィルソン           | LB         | シンシナティ大学                   |
| ニューイングランド・ペイトリオッツ | アダム・バトラー               | DT         | ヴァンダービルト大学               |
| ニューイングランド・ペイトリオッツ | ジェイコブ・ホリスター         | TE         | ワイオミング大学                   |
| ニューイングランド・ペイトリオッツ | クリスチャン・クンツ           | LS         | デュケイン大学                     |
| ニューイングランド・ペイトリオッツ | ケニー・ムーア                 | CB         | バルドスタ州立大学                 |
| ニューオーリンズ・セインツ         | ダン・アーノルド               | TE         | ウィスコンシン大学プラットビル校   |
| ニューオーリンズ・セインツ         | アーサー・モーレット           | CB         | メンフィス大学                     |
| ニューヨーク・ジャイアンツ         | カルビン・マンソン             | LB         | サンディエゴ州立大学               |
| ニューヨーク・ジャイアンツ         | チャド・ホイーラー             | OT         | USC                                |
| ニューヨーク・ジェッツ             | アンソニー・ファークサー       | TE         | ハーバード大学                     |
| オークランド・レイダース           | ファラオー・ブラウン           | TE         | オレゴン大学                       |
| オークランド・レイダース           | ニコラス・モロー               | LB         | グリーンビル大学                   |
| オークランド・レイダース           | コルビー・ワドマン             | P          | カリフォルニア大学デービス校       |
| フィラデルフィア・イーグルス       | コーリー・クレモント           | RB         | ウィスコンシン大学                 |
| フィラデルフィア・イーグルス       | キャメロン・ジョンストン       | P          | オハイオ州立大学                   |
| フィラデルフィア・イーグルス       | ジャマール・ペリー             | CB         | アイオワ州立大学                   |
| フィラデルフィア・イーグルス       | グレッグ・ウォード             | WR         | ヒューストン大学                   |
| サンフランシスコ・49ers            | ケンドリック・ボーン           | WR         | 東ワシントン大学                   |
| サンフランシスコ・49ers            | マット・ブリーダ               | RB         | ジョージアサザン大学               |
| サンフランシスコ・49ers            | ニック・マレンズ               | QB         | サザンミシシッピ大学               |
| シアトル・シーホークス             | シリル・グレイソン             | WR         | LSC                                |
| ワシントン・レッドスキンズ         | ザック・パスカル               | WR         | オールドドミニオン大学             |